# Santa Margarida do Sul
Santa Margarida do Sul là một đô thị thuộc bang Rio Grande do Sul, Brasil. Đô thị này có diện tích 956,148 km², dân số năm 2007 là 2172 người, mật độ 2,27 người/km².